# Meridià 172 a l'est
El meridià 172 a l'est de Greenwich és una línia de longitud que s'estén des del pol Nord travessant l'oceà Àrtic, Àsia, l'oceà Índic, l'oceà Antàrtic, Australàsia i l'Antàrtida fins al pol Sud.
El meridià 172 a l'est forma un cercle màxim amb el meridià 8 a l'oest. Com tots els altres meridians, la seva longitud correspon a una semicircumferència terrestre, uns 20.003,932 km. Al nivell de l'Equador, és a una distància del meridià de Greenwich de 19.147 km.

## De Pol a Pol
Començant en el pol Nord i dirigint-se cap al pol Sud, aquest meridià travessa:
| Coordenades                               | País, territori o mar   | Notes |
| ----------------------------------------- | ----------------------- | --- |
| 90° 0′ N, 172° 0′ E / 90.000°N,172.000°E  | Oceà Àrtic              | |
| 73° 27′ N, 172° 0′ E / 73.450°N,172.000°E | Mar de Sibèria Oriental | |
| 69° 59′ N, 172° 0′ E / 69.983°N,172.000°E | Rússia                  | Districte autònom de Txukotka Krai de Kamtxatka — des de 62° 26′ N, 172° 0′ E / 62.433°N,172.000°E |
| 60° 53′ N, 172° 0′ E / 60.883°N,172.000°E | Mar de Bering           | |
| 53° 5′ N, 172° 0′ E / 53.083°N,172.000°E  | Oceà Pacífic            | Passa a l'est de l'Arno, Illes Marshall (a 7° 7′ N, 171° 56′ E / 7.117°N,171.933°E) |
| 6° 13′ N, 172° 0′ E / 6.217°N,172.000°E   | Illes Marshall          | Mili |
| 6° 2′ N, 172° 0′ E / 6.033°N,172.000°E    | Oceà Pacífic            | Passa a l'oest de les illes Hunter, Nova Caledònia (reclamades per Vanuatu) (a 22° 24′ S, 172° 5′ E / 22.400°S,172.083°E) · Passa a l'oest de les illes dels Tres Reis, Nova Zelanda (a 34° 10′ S, 172° 2′ E / 34.167°S,172.033°E) |
| 41° 26′ S, 172° 0′ E / 41.433°S,172.000°E | Nova Zelanda            | Illa del Sud |
| 43° 58′ S, 172° 0′ E / 43.967°S,172.000°E | Oceà Pacífic            | |
| 60° 0′ S, 172° 0′ E / 60.000°S,172.000°E  | Oceà Antàrtic           | |
| 77° 26′ S, 172° 0′ E / 77.433°S,172.000°E | Antàrtida               | Dependència de Ross, reclamat per Nova Zelanda |